# Angus Ellis Taylor
Angus Ellis Taylor (Craig (Colorado), 13 de outubro de 1911 — Berkeley (Califórnia), 6 de abril de 1999) foi um matemático estadunidense.

## Obras
- Calculus with Analytic Geometry by Angus E. Taylor Vol. 1 ISBN 0-923891-24-2
- Calculus with Analytic Geometry by Angus E. Taylor Vol. 2 ISBN 0-923891-25-0
- Advanced Calculus by Angus E. Taylor ASIN B000UG784K